# Psammoecus amoenus
Psammoecus amoenus es una especie de coleóptero de la familia Silvanidae.

## Distribución geográfica
Habita en Vietnam.